# Brachymeria dunbrodyensis
Brachymeria dunbrodyensis är en stekelart som först beskrevs av Cameron 1907.  Brachymeria dunbrodyensis ingår i släktet Brachymeria och familjen bredlårsteklar. Inga underarter finns listade.